# Kingdom Come (cómic)
Kingdom Come (en español, La llegada del Reino) es una serie limitada de cuatro números publicada por la editorial DC Comics de mayo a octubre de 1996, escrita por Mark Waid y dibujada por Alex Ross. Posteriormente se ha recopilado como una novela gráfica. La obra es considerada una obra maestra dentro del género, tanto por su argumento como por su calidad artística.

## Argumento
Kingdom Come plantea una humanidad repleta de metahumanos (seres con superpoderes), los cuales utilizan sus habilidades para su beneficio o para aplicar una forma distorsionada de justicia. Esto los enfrenta con los miembros de la Liga de la Justicia, contando la nueva generación y el apoyo de los héroes originales: Superman, la Mujer Maravilla, Batman, Linterna Verde y Flash, entre otros, que regresan después que una explosión nuclear destruyera Kansas (el hogar de Superman) este hecho los devuelve a la palestra en medio de una nueva sociedad de villanos liderada por Lex Luthor y las Organización de las Naciones Unidas en contra de los metahumanos.

## Trama
La historia se desarrolla alrededor de una generación después de todos los sucesos ocurridos en el Universo DC.

### Desastre Inminente
(JSA - Kingdom Come Special "Superman" - One Shot)
Diez años antes del comienzo de la historia, el Joker masacra a todo el personal del Daily Planet, matando a (entre otros), Jimmy Olsen, Perry White y Lois Lane. Mientras el payaso demente llega a su juicio, es asesinado por un nuevo superhéroe llamado Magog. Por esta razón es juzgado, sin embargo Magog, aunque mató a sangre fría, es totalmente absuelto y Superman queda consternado porque la mayor parte de la gente mira a un asesino como héroe. Ya desalentado por la muerte de Lois Lane, Kal-El abandona su vida como Superman, retirándose a su Fortaleza de la Soledad, donde pasará los próximos diez años, sin darse cuenta de su importancia como una fuente de inspiración constante y un modelo para otros héroes. Sus más cercanos amigos-héroes, igualmente preocupados por la reacción positiva del público a las acciones de Magog, también deciden retirarse.

### La Llegada del Reino
(Libro 1 – Kingdom Come)
Sin la brújula moral proporcionada por Superman y su generación, hay poca o ninguna distinción entre los “héroes” y “villanos”. Las batallas de los Metahumanos se realizan abiertamente en las calles, sin causa o razón verdadera, y sin la menor preocupación por los daños colaterales a los inocentes.
El narrador y el punto de vista de la historia es un ministro llamado Norman McCay. Norman es un viejo amigo de Wesley Dodds, el Sandman original, ahora enfermo y en cama. Las pesadillas que una vez ayudaron a Dodds a luchar contra el crimen se han convertido en preocupantes visiones apocalípticas. McCay, como los médicos, atribuye todas las visiones a la senilidad de Dodds, pero cuando fallece, sus visiones son transferidas a McCay quien ya sufre de una crisis de fe. McCay está convencido de que por fin se ha vuelto loco cuando un espectro se le aparece. El Espectro recluta a McCay para dar testimonio y ayudarle a determinar la inocencia de los causantes del mal que estaba por venir y, finalmente, emitir un juicio sobre el Apocalipsis sobrehumano que se aproximaba. 
El estado de oscuridad en el que se encuentra el mundo es mayor cuando el Batallón de Justicia, dirigido por Magog, ataca al Parásito con fuerza excesiva e innecesaria ya que se niegan a escuchar sus súplicas de clemencia. En un momento de pánico el Parásito logra desgarrar al Capitán Atom, liberando su energía nuclear e irradiándola sobre todo el estado de Kansas y partes de los estados circundantes, matando a millones y tomando una gran parte de la producción de alimentos de la nación.

### Verdad y Justicia
(Libro 2 – Truth and Justice)
Después de la petición de Mujer Maravilla, Superman decide regresar a Metropolis y reformar la Liga de la Justicia, tras el desastre de Kansas, para frenar a la nueva generación de héroes. Se las arregla para reunir antiguos héroes (Linterna Verde, Flash, Hombre Halcón y Dick Grayson, ahora conocido como Red Robin, entre otros) y "nuevos héroes" reformados, como Avia (la hija de Mr. Miracle y Big Barda), pero Batman, uno de los más prominentes de la vieja guardia, se niega a unirse a la cruzada de Superman. Batman cree que las nociones idealistas de Superman son obsoletas y que su injerencia no hará sino exacerbar el problema. Él interpreta el plan de Superman como un ejemplo de que la fuerza ejerce su voluntad sobre los débiles, algo por lo que no tomará parte. En lugar de ello comienza a organizar un tercer grupo de héroes, compuesto en su gran mayoría por héroes sin poderes como Green Arrow, Black Canary, Blue Beetle, y la segunda y tercera generación de héroes, como Jade, hija del primer Linterna Verde, y Zatara, nieto de Zatanna.
La Mujer Maravilla, sin avisar al resto de la liga y sin consentimiento de Superman, exige a las naciones Unidas que cedan los territorios contaminados por la radiación para crear una gigantesca prisión, El Gulag, para los metahumanos que sean criminales o que no deseen apoyar a la Liga. Esto la hace chocar contras las ideas de Superman, quien no aprueba oprimir a quien piensen diferente y teme a la idea de reunir a tantos humanos superpodersos en un solo lugar. 
Lex Luthor está vivo y ha organizado el Frente de Liberación de la Humanidad. La FLH es ante todo un grupo de villanos de la Edad de Plata, incluyendo los enemigos de Batman: Catwoman y el Acertijo, Vandal Savage, Kobra y King, líder de la banda Royal Flush, así como villanos de la tercera generación, como el sucesor de Ra's Al Ghul 's, Ibn Al Xu'ffaschl, que es el hijo de Bruce Wayne y Talia Al Ghul. El trabajo de la FLH es arrebatar el control del mundo a los héroes.

### Arriba en el Cielo
(Libro 3 – Up in the Sky)
La Liga de la Justicia de Superman reúne a más cautivos que conversos, y su prisión (apodado "El Gulag”') se llena a la máxima capacidad tan pronto como se construye. Superman designa al Capitán Comet como director, el cual trata de persuadir a los internos que los métodos con los que actúan son erróneos y peligrosos, pero sus palabras caen en oídos sordos. Con la llegada de héroes-villanos hostiles como el 666, Kabuki Kommando, y Von Bach, aumenta la presión y la tensión en la colonia penal. Mientras tanto, Superman, empujado por la Mujer Maravilla, reacciona con falta de flexibilidad cada vez mayor hacia el comportamiento inapropiado de la comunidad de metahumanos. Además se entera de que la vehemente y dura forma en la que actúa la Mujer Maravilla puede estar influenciado por su exilio reciente de Isla Paraíso, ya que ante los ojos de las Amazonas, su misión de llevar la paz al mundo exterior no solo ha fallado, sino también la ha ablandado y ya no representa lo que una amazona es, por lo que ella comienza a mostrarse más dura y cruel creyendo que esta es una forma de reivindicarse frente a sus hermanas.
Al principio, Batman y su grupo de héroes parecen entrar en una alianza con el FLH como un frente unido contra la Liga de la Justicia. Con el tiempo, Lex Luthor revela su plan de exacerbar el conflicto entre la Liga y los reclusos con la ayuda del Capitán Marvel, donde el caos le brinde a Luthor la oportunidad de tomar el poder. Asistido por el Detective Marciano, Batman descubre que un adulto Billy Batson está bajo el control de los villanos. Luthor es consciente que ahora siendo un hombre maduro el cuerpo de Superman ha absorbido por tantos años radiación luz de nuestro sol amarillo que es virtualmente indestructible incluso usando kriptonita; por ello su plan es enfrentarlo contra Batson, quien se convierte en el Capitán Marvel, cuando pronuncia la palabra "Shazam!", es el único ser capaz de igualar el poder de Superman ya que así como Superman con el tiempo ha incrementado sus poderes, el Capitán Marvel ahora puede desplegar poderes equivalentes no a los de un niño sino de un adulto.
De un momento a otro se inicia una rebelión de los presos dentro del Gulag, causando la muerte del Capitán Comet, las fuerzas de Batman emboscan a Luthor y sus conspiradores, sin embargo Batman no es capaz de convencer al cerebro lavado de Batson, quien se transforma en Marvel y vuela a Kansas.
Después del asesinato del Capitán Comet, la Mujer Maravilla convence a los miembros de la Liga de usar la fuerza mortal para hacer frente a los presos del Gulag, Superman objeta esta decisión pero es silenciado de inmediato cuando la Mujer Maravilla le da un beso de despedida porque sabe que el enfrentamiento de la Liga de la Justicia con los reclusos sedientos de sangre es inminente. Superman busca inmediatamente a Bruce Wayne para pedirle ayuda porque sabe que aún en acción Batman siempre valoró la vida humana, después de unas palabras los dos reconocen que este puede ser el enfrentamiento que de inicio al fin del mundo. Bruce le informa que hay un elemento clave en esta pelea, el Capitán Marvel, quien sufrió el lavado cerebral de Luthor y ahora tiene como misión destruir el Gulag para que el conflicto sea mayor. Sin pensarlo dos veces Superman quema el aire por la velocidad y la desesperación que sentía por llegar hasta la prisión, donde en ese preciso momento se abre el Gulag y se desata el caos.

### Batalla Sin Fin
(Libro 4 – Never-Ending Battle)
Al llegar al Gulag, Superman y el Capitán Marvel empiezan su batalla, mientras El Espectro y Norman los observan. Estaba claro que la misión más importante del Capitán Marvel era frenar a Superman porque sabía que era el único capaz de detener la guerra. Aunque las fuerzas de Batman se unen a la lucha, para ayudar a la Liga a sofocar el motín, también tenían la intención de frenar a la misma Liga de Superman de imponerse de una manera definitiva sobre los metahumanos, cosa con la que no estaba de acuerdo la Mujer Maravilla que entra en conflicto directo con Batman después de que ella mató con su espada a Von Bach.
Como las condiciones empeoran a cada momento, el Secretario General de las Naciones Unidas, autoriza el despliegue de tres ojivas tácticas nucleares, con la certeza de poder acabar con los poderes metahumanos. Aunque esta acción destruyera héroes y villanos por igual, la ONU considera que no tiene otra opción, porque piensan que para que la humanidad sobreviva la metahumanidad debe ser destruida.
La armadura de Batman y Wonder Woman chocan en el centro de la zona de guerra, en medio de la pelea se elevan hasta los cielos, donde se encuentran los bombarderos Stealth listos para lanzar las bombas nucleares. En un momento de tregua logran detener a dos de ellas, pero la tercera pasa en medio de ellos sin que puedan evitar su caída. El Capitán Marvel continuaba lanzado el conjuro del rayo de Shazam! sobre Superman una y otra vez, pero cuando logra frenarlo intenta hacerlo entrar en razón diciéndole que debe tomar una decisión importante ya que es el único ser que vive en los dos mundos, el de los humanos normales (como Batson) y en el de los metahumanos (como Marvel): o le permite detener la bomba restante o permitirá el cataclismo para frenar a la metahumanidad. Y cuando Superman se disponía a contener la ojiva, Marvel finalmente encuentra una tercera opción y lo sujeta lanzándolo muy lejos, así toma su lugar y pronunciando tres veces “Shazam!" el relámpago pone en marcha la bomba antes de tiempo, matando a Marvel en el proceso.
A pesar del sacrificio de Marvel, la mayoría de los metahumanos desaparecen en la explosión, algunos sobreviven por debajo de un campo de fuerza generado por Linterna Verde y Jade. Superman, aunque fuera del campo de fuerza, está prácticamente intacto, y muy enfurecido por la tremenda pérdida de la vida y vuela al edificio de la ONU amenazando con derribar el techo para aplastar a todos los delegados como castigo por la masacre (sin darse cuenta de que había sobrevivientes) en ese momento Norman McCay logra comunicarse con él, y le dice que ese es el comportamiento que los humanos temen de los seres con superpoderes, sin embargo confía en que su juicio sobre lo correcto e incorrecto no se haya perdido. Superman inmediatamente cesa su ira, y al ver la llegada de los sobrevivientes, habla con los representantes del mundo para honrar y utilizar como guía la sabiduría del Capitán Marvel pidiéndoles una oportunidad para poder crear nuevamente lazos de confianza y un nuevo mundo. Como un acto final coloca ante las Naciones Unidas el único vestigio del héroe caído su Capa en un asta de bandera siendo el símbolo de la esperanza de que los dos mundos vuelvan a ser uno.
Después de la guerra civil metahumana, los héroes se esfuerzan activamente por integrarse plenamente a las comunidades de las que habían tratado de distanciarse en el pasado. Batman abandona su cruzada y se convierte en un sanador, abre su mansión como un hospital para atender a los heridos por la destrucción de Kansas y la violencia subsiguiente. También se reconcilia con Dick Grayson/Red Robin, e Ibn Al Xu'ffaschl. El exilio de la Mujer Maravilla de la Isla Paraíso finalmente termina, y ella se convierte en una embajadora para la superhumanidad, además lleva a los supervivientes del Gulag a la Isla para su rehabilitación. Superman se dedica a rendirle tributo a todos los caídos, construyendo un monumento de tumbas en su memoria, también se dedica a la ardua tarea de restaurar las tierras agrícolas del medio oeste, devastadas por Magog en el pasado. Finalmente Kal-El ha encontrado la paz interna, y admite volver a ser Clark Kent al aceptar un par de anteojos que le regala la princesa Diana, con la cual comparte un beso muy cálido antes de despedirse. Los conflictos que iniciaron la guerra, hizo que dos hombres dieran un giro completo a sus vidas y adoptaran las vocaciones de sus padres, Thomas Wayne, el médico y Jonathan Kent, el agricultor.
Ahora Norman McCay renueva su predica en su congregación, dando un mensaje de esperanza para toda la humanidad.

### Epílogo
(Edición de colección - Escena adicional)
En “El Planeta Krypton”, un restaurante temático de propiedad de Michael Jon Carter, Clark y Diana esperan reunirse con Bruce con la intención de informarle que están esperando un hijo, pero Bruce siendo el mejor detective del mundo lo deduce antes de que se lo puedan decir. Sin embargo Diana logra sorprenderlo cuando le pregunta que si quiere ser el padrino y mentor de su hijo. Después de estar un poco renuente, él acepta cuando Clark le dice que él cree que Bruce proporcionará una influencia de equilibrio sana para el niño, y agregó que a pesar de sus diferencias en todos los años siempre ha confiado en Batman.
Mientras salen del restaurante puede verse al padre McCay almorzando con Spectre, quién ha "recuperado su humanidad" (su labor como juez sobrenatural le había causado un alienamiento similar al del Doctor Manhattan) lo que se puede comprobar al ver que amargamente se queja porque la ensalada de espinacas fue "bautizada" con su nombre.

### El Fin y una Nueva Era
(Justice Society of America - Vol.3 - No.22)
En las páginas finales se puede apreciar el final de la historia, después de un año de la guerra, el beso de Clark y Diana nos anuncia el inicio de su relación. 10 años después, nos muestra que no sólo tuvieron un hijo sino 5 (2 varones y 3 mujeres), además se puede apreciar que Bruce, más que mentor de los niños, toma el papel del abuelo de la familia. 20 años después, es el funeral más triste y concurrido de la historia, el humano más valiente y heroico en el mundo ha muerto, Bruce Wayne, quien en su última morada se encuentra reunido con sus mejores amigos (Clark, Diana y sus hijos), sus camaradas (héroes metahumanos y humanos) y su familia: su hijo Ibn al Xu'ffaschl, la esposa de este Nightstar, los hijos de esta relación (los nietos de Batman) y Dick Grayson. 100 años después, dos envejecidos Clark y Diana contemplan el amanecer de una nueva era donde la civilización está en busca de nuevos mundos. 200 años después, Clark, Diana y su familia contemplan el final y las ruinas del viejo mundo humano. 500 años después, renace una nueva civilización. 1000 años después, parece que llegó el momento del descanso eterno de Diana la princesa de las Amazonas y esposa de Clark, quien aun vivo, contempla con una sonrisa, su legado, la llegada de una nueva generación de superhéroes claramente inspirados en Superman: La Legión.

## Trivia
- Fue tal el éxito y el número de adeptos de esta saga que se optó por realizar una edición especial en forma de novela gráfica y a los fanes darles un epílogo mucho más completo. Además como plus adicional se prepararon una serie de Audiolibros para sus más fervientes seguidores.

- Hubo un intento fallido de hacer una secuela, denominada The Kingdom, que constó de 3 números, el primero titulado “Gog” y los otros “The Kingdom” 1 y 2 respectivamente. El principal motivo de su fracaso es que los autores originales no estaban muy de acuerdo con el argumento que se pretendía, sin embargo Mark Waid siguió adelante y Alex Ross se retiró totalmente del proyecto. Por esta razón “The Kingdom” no es considerado una secuela sino un “Elseworld” de otro “Elseworld”.

- Finalmente Alex Ross brindó su arte e imaginación para darle el verdadero y merecido final a la saga y además aclarar algunos detalles como la matanza del Joker y su muerte a manos de Magog. Esta conclusión tan esperada se la puede ver en: JSA Kingdom Come Special "Superman" One Shot y Justice Society of America Vol.2 No.22.

- Después de muchas especulaciones, acerca de la obra original, se aclaró que aunque tenía el sello “Elseworld” (Otros mundos), no tenía nada que ver con una realidad ficticia, todo lo contrario, los hechos en “Kingdom Come” sí sucedieron y son totalmente reales en el Universo DC, ya que pertenecen a la realidad de “Tierra 22”, el lugar de origen de los héroes de “La Legión”. Además se llega a pensar que acontecimientos similares llegarán a suceder en la tierra original dando paso a un idéntico desenlace, que tal vez lo podremos apreciar en un futuro no muy lejano.

- Un detalle interesante de Kingdom Come es que uno de los personajes principales es un ministro religioso (Norman McCay un personaje inspirado en el propio padre de Alex Ross) quien, guiado por las visiones de un amigo fallecido y la presencia de El Espectro, comprueba cómo el Apocalipsis se cumple a lo largo de la historia. De este modo, este cómic es en cierta forma una adaptación del Apocalipsis al mundo de los cómics.

- Kingdom Come se destaca por la calidad del arte realizado por Alex Ross. En cierta forma, esta historia fue una especie de respuesta a la obra Marvels publicada por Marvel Comics (la editorial rival de DC) que también fuera dibujada por Ross.